# القصف الإسرائيلي على مطار التيفور العسكري 2018
في 9 أبريل 2018 نفذت مقاتلتان إسرئيليتان من طراز إف-15 هجوماً على قاعدة التياس الجوية العسكرية المعروف باسم مطار التيفور في حمص بسوريا. أدّى الهجوم إلى مقتل 14 عسکريا في المطار بينهم 7 من أعضاء حرس الثورة الإسلامية.

## تفاصيل
في 9 أبريل 2018 تعرض مطار تيفور العسكري السوري، لقصف من قبل مقاتلتين حربيتين من طراز إف-15 تابعتين لسلاح الجو الإسرائيلي. قالت وزارة الدفاع الروسية في بيان أن الغارة «شنت من قبل مقاتلتين إسرائيليتين من طراز إف-15 بإطلاق 8 صواريخ موجهة على مطار التيفور وتمكنت وحدات قوات الدفاع الجوي السوري من اعتراض 5 صواريخ موجهة و3 صواريخ وصلت إلى الجزء الغربي من المطار.» وأعلنت أنه أطلقت الطائرتان من الأراضي اللبنانية، دون دخول المجال الجوي السوري. وبعد ساعات أعلن الجيش اللبنانى في بيان خرق 4 طائرات إسرائيلية لأجواء البلاد فجر اليوم الاثنين 09 أبريل في تحليق استمر 10 دقائق، وذلك بالتزامن مع قصف المقاتلتين مطارَ التيفور.